# Drosophila rufa
Drosophila rufa är en tvåvingeart som beskrevs av Kikkawa och Peng 1938. Drosophila rufa ingår i släktet Drosophila och familjen daggflugor.
Artens utbredningsområde är Japan, Kina och Koreahalvön.